# Crenicichla lacustris
Crenicichla lacustris är en fiskart som först beskrevs av Castelnau, 1855.  Crenicichla lacustris ingår i släktet Crenicichla och familjen Cichlidae. Inga underarter finns listade i Catalogue of Life.